# Pilgrims (ゲーム)
『Pilgrims』は、チェコのインディーゲームスタジオAmanita Designが開発し2019年10月6日に発売されたポイント・アンド・クリック形式のアドベンチャーゲーム。

## 概要
主人公の旅人による小規模な旅が描かれる物語。主人公は小舟で川下りをしたいと考えているが、舟の船頭は自分のもとから飛び去った鳥が見つからなければ舟を出さないと伝え、主人公は鳥を探し求めて陸地を巡りながら様々な人々と交流することになる。グラフィックには手書きのアートワークが用いられ、キャラクターの台詞部分はAmanita Designが以前に発売した『マシナリウム』のように文字ではなくイラストで内容を表現したふきだしにチェコ語またはスロバキア語を話す声優のコミカルなアドリブ発言をかぶせるという形式になっている。
メインとなる地図の画面で場所をタップまたはクリックして選択することで主人公はその場所まで移動し、特定の場所ではイベント画面に切り替わる。イベント画面では特定のオブジェクトを選択することなどでアイテムを入手でき、また、登場人物とのやり取りによっては仲間に加えることができる。アイテムや仲間は画面下にカードとして並び、カードをイベント画面にドラッグすることで、アイテムの使用、または表示されるキャラクターの切り替えを行う。クリアするまで1時間程度のシンプルな内容で、繰り返し遊ぶことで全45種類の実績要素の達成を目指すという作りになっている。
なお、本作の情報は発売前に一切公表されておらず、2019年10月6日に発表とリリースが一斉に行われた。

## 評価
- 2019 Česká hra roku（チェコ語版） 「Česká hra roku 2019（2019年チェコ最優秀ゲーム）」受賞[6]
- 第9回New York Game Awards（英語版） 「A-Train Award for Best Mobile Game」ノミネート[7]
- 2020 Central & Eastern European Game Awards（英語版） 「Best mobile game」受賞[8]